# Jonathan Greening
Jonathan Greening (* 2. ledna 1979, Scarborough, Anglie, Spojené království) je bývalý anglický fotbalista, naposledy hrál za anglický tým Tadcaster Albion. Celou svou hráčskou kariéru strávil v Anglii, hrál mimo jiné i za Manchester United, West Bromwich či Fulham.

## Kariéra
Greening začal svou kariéru v roce 1996 v Yorku, ale o dva roky později se stěhoval do Manchesteru United, se kterým vyhrál Ligu Mistrů v roce 1999, když proseděl finále na lavičce. Greening se kvůli silné konkurenci nedokázal v Manchesteru United prosadit a v roce 2001 přestoupil do Middlesbrough. Během svého působení v Boro dal o sobě vědět a dostal se i do reprezentace, ale nikdy za ni nenastoupil. V roce 2004 přestoupil do West Bromwiche, kde se mu velmi dařilo a v roce 2008 mu pomohl v návratu do Premier League. V červenci 2009 West Bromwich odmítlo nabídku Fulhamu na přestup, tak souhlasilo jen s ročním hostováním. S Fulhamem se Greening dostal až do finále Evropské Ligy, kde si tentokrát zahrál, když v 118. minutě střídal Danny Murphyho. Na konci sezony Greeningovi skončila smlouva ve West Bromwich a Fulham ho získal naplno. Jenže po jeho přestupu dostal trenér Roy Hodgson nabídku od Liverpoolu a z Fulhamu odešel. Nový manažer Mark Hughes Greeninga nasazoval do zápasů mnohem méně a v sezóně 2010/11 odehrál jen 10 ligových zápasů, z nichž většinu na konci sezony. V mezisezonní přestávce dostal nabídku od druholigového Nottinghamu, kterou přijal a v novém působišti podepsal kontrakt na tři roky.

## Úspěchy
Manchester United
- UEFA Champions League: 1998-1999

West Bromwich Albion
- Football League Championship: 2007-2008

Fulham
- UEFA Europa League: finále 2009-2010